# 에리트레아 낙파
에리트레아 낙파는 에리트레아의 통화이다. 1 낙파는 100 센트로 나뉜다. ISO 4217 부호는 "ERN"이다. 통화 이름은 낙파라는 이름의 도시에서 유래된 이름이다. 에리트레아 낙파는 1997년, 에티오피아 비르를 대체되기 위하여 만들어졌고 에티오피아 비르와 같은 비율로 만들어졌다.

## 동전
1 낙파 동전은 1 낙파 지폐 때문에 "100 센트"라고 표기되어 있다.
동전은:
- 1 센트
- 5 센트
- 10 센트
- 25 센트
- 50 센트
- 100 센트 (1 낙파)

가 있다.

## 지폐
낙파 지폐는 1994년 미국 인쇄국의 클래런스 홀버트(Clarence Holbert)에 의해 디자인되었다.

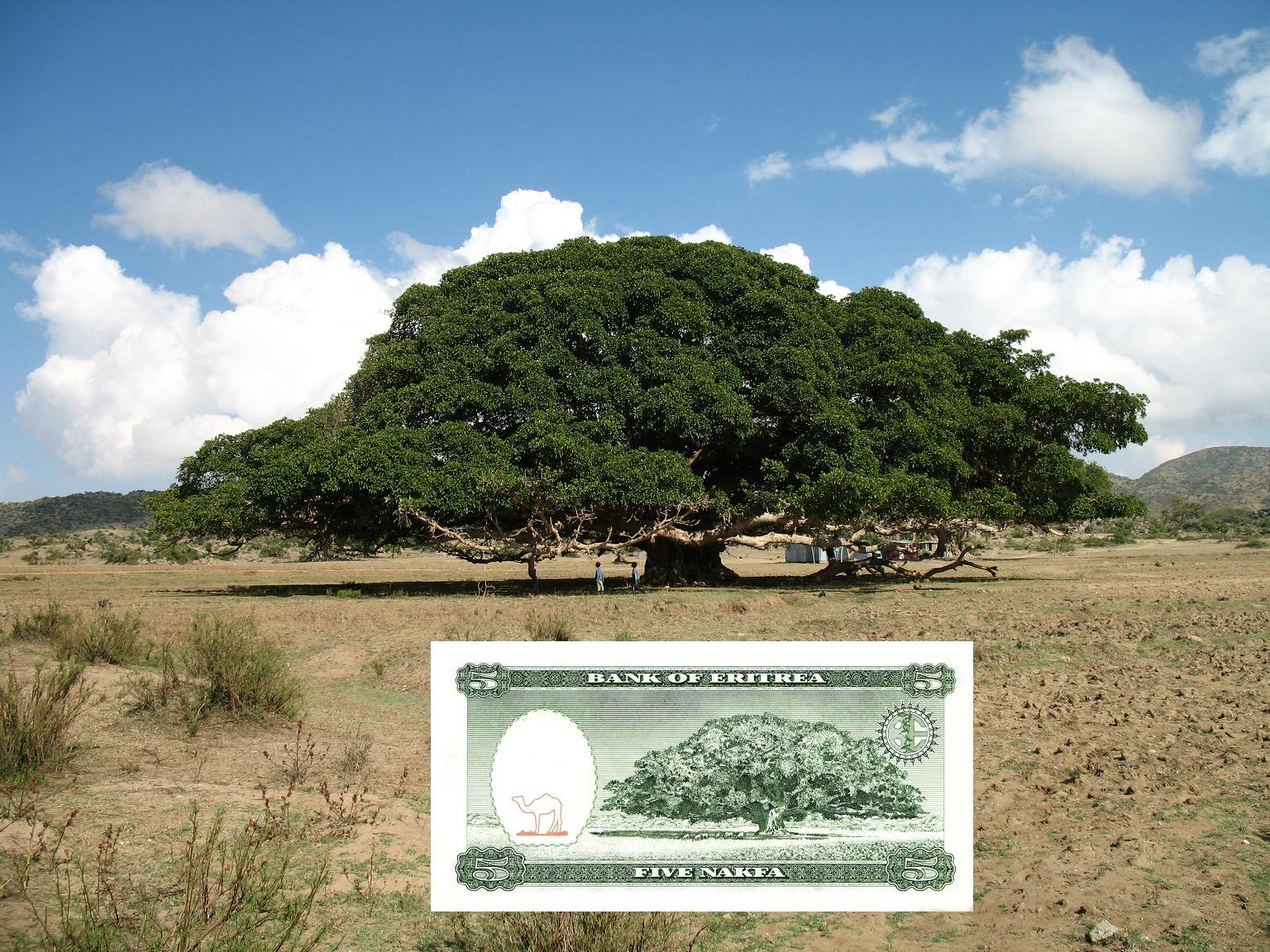
5 낙파 지폐의 뒷면에 그려진 실제 나무

지폐는 다음과 같은 액면가로 표시된다.
- 1 낙파
- 5 낙파
- 10 낙파
- 20 낙파
- 50 낙파
- 100 낙파

## 환율
에리트레아 정부는 고정환율의 안정을 선호하면서 국가의 통화를 유동화하라는 요구에 반대해왔다. 그러나 주기적인 평가 절하가 이루어졌다. ERN은 매우 약한 통화다. 통화의 "사실상의" 환율은 1 USD에 약 100 ERN이다.그 통화는 에리트레아 이외의 수요는 좋지 않다. 아스마라와 몇몇 다른 도시들에 존재하는 암시장들은 ERN의 감소된 가치를 보여준다.

## 같이 보기
- 에티오피아 비르